# Biserica Schimbarea la Față - Socola din Iași
Biserica „Schimbarea la Față” - Socola din Iași este o biserică ortodoxă ctitorită de domnitorul Alexandru Lăpușneanu (1552-1561, 1564-1568) într-o pădure aflată la sud de orașul Iași. În prezent, ea este situată în curtea Spitalului de Psihiatrie Socola din cartierul  Bucium, pe Șos. Bucium nr. 36.
Biserica fostei mănăstiri Socola a fost inclusă pe Lista monumentelor istorice din județul Iași din anul 2015, având codul de clasificare cod LMI IS-II-m-A-03757. Pe această listă este trecut eronat ca hram sărbătoarea "Nașterea Maicii Domnului”, iar ca an al construcției anul 1819, făcându-se confuzie probabil cu Biserica Socola Mică aflată în apropiere.
Biserica a funcționat inițial ca mănăstire de maici. În anul 1803, la îndemnul mitropolitului Veniamin Costachi, maicile au fost transferate la Mănăstirea Agapia, iar lăcașul monahal a devenit mănăstire de călugări, primind destinația de sediu al Seminarului Teologic. Această instituție a dobândit o importanță istorică semnificativă în învățământul românesc la începutul secolului al XIX-lea, fiind prima instituție care a oferit educație secundară în limba română.
Seminarul a fost mutat în anul 1886 în centrul orașului Iași, iar în chiliile mănăstirii s-au stabilit mai întâi o școală de arte și meserii și apoi un spital de psihiatrie. În perioada regimului comunist, biserica a funcționat ca biserică parohială. Ulterior, ea a devenit biserică pentru bolnavii Spitalului universitar de psihiatrie.

## Istoric

### Ctitorirea mănăstirii de maici
Tradiția locală și unele documente vechi acreditează ideea că Mănăstirea Socola ar fi fost întemeiată de domnitorul moldovean Alexandru Lăpușneanu (1552-1561, 1564-1568) pe locul unui schit de călugărițe, ce ar fi existat cu mult înainte, în codrul din marginea sudică a orașului Iași. În secolele al XV-lea și al XVI-lea, dealurile din sudul orașului erau acoperite cu păduri, aici existând, conform tradiției locale, o crescătorie de șoimi. În tributul anual plătit Înaltei Porți, domnitorii Moldovei trebuiau să dea și un număr de astfel de păsări. Denumirea Socola ar proveni de la cuvântul slav „socol” care înseamnă „șoim”.
Nu se cunoaște anul fondării mănăstirii, dar majoritatea autorilor îi trec în lista ctitorilor pe domnitorul Alexandru Lăpușneanu, pe soția sa Ruxandra și pe fiica lor, Domnița Sultana , care ar fi fost și prima stareță. Domnița ar fi fost înmormântată aici, după unele surse.
În biserică s-au aflat o lungă perioadă trei tablouri în ulei pe pânză, realizate de un pictor necunoscut în anul 1827. Pe unul dintre ele sunt reprezentați domnitorul Lăpușneanu și soția sa, Ruxandra, pe al doilea este reprezentată Domnița Sultana, în calitate de ctitoră, ea oferind biserica Mântuitorului, iar în al treilea este pictat domnitorul Alexandru C. Moruzi. "Pomelnicul ctitorilor" alcătuit de parohul Ștefan Dârțu la începutul secolului al XX-lea, după alte pomelnice mai vechi, începe astfel:
„Biserica Socola, zidită la anii 1552-1561 de Voievodul Alexandru Lăpușneanu, în anul 1561 a devenit mănăstire de călugărițe sub conducerea stareței Magdalina monahie. În anul 1803 călugărițele au fost trecute la Mănăstirea Agapia; iar în Socola, Mitropolitul Veniamin Costachi a înființat Seminarul. Acesta a funcționat aici până la 1886. Din anul 1896 s-a așezat aici Școala de meserii. În anul 1905 s-a așezat spitalul de boli nervoase sub conducerea d-rului Alexandru Brăescu. În anul 1894, biserica a devenit parohială sub conducerea economului Ștefan Dîrțu.”—Monumente istorice bisericești din Mitropolia Moldovei și Sucevei
Cel mai vechi document în care se vorbește de această mănăstire este un hrisov din 12 aprilie 1583 al domnitorului Petru Șchiopul. Acolo stau scrise următoarele: 
„Din mila lui Dumnezeu noi Io Petru Voievod, Domn al Țării Moldovei, facem cunoscut cu această carte a noastră tuturor celor ce o vor vedea ... că au venit înaintea noastră și înaintea tuturor boierilor noștri moldoveni ... călugărițele de la ... Sfânta mănăstire care se numește Socola, unde este hramul Schimbării la față a Domnului ... și ni s-au plâns cu mare jăluire ... că privilegiul de danie ce l-au avut de la Alexandru Voievod (Lăpușneanu) pe două sate, Iezerenii ... și Găurenii, ce sunt în Ținutul Cârligăturii ... ele l-au pierdut în zilele lui Ioan Voievod (cel Cumplit), când au prădat turcii și tătarii toată țara noastră și când însuși Ioan Vodă a pierit..." ”
În mănăstire a funcționat timp de peste două veacuri o școală unde erau educate atât tinerele care îmbrăcau haina monahală, cât și femei laice din lumea boierilor și negustorilor moldoveni. Acest lucru este dovedit de o mărturie din 12 aprilie 1671, prin care Mănăstirea Socola vinde o poiană domnitorului Constantin Duca, în care sunt menționate numele a 10 călugărițe, dintre care cinci erau dascăle (învățătoare): "dascala Maria și dascala Avrămia și dascala Lichirie și dascala Mălana și Mitrofana".

### Mutarea aici a Seminarului Teologic și apoi a Spitalului de Psihiatrie
După înscăunarea sa, mitropolitul Veniamin Costachi al Moldovei a hotărât să înființeze un seminar teologic. La îndemnul său, domnitorul fanariot Alexandru C. Moruzi a dat la 1 septembrie 1803 un hrisov prin care s-a stabilit așezarea în chiliile Mănăstirii Socola a Școalei de învățătură pentru feciorii de preoți și diaconi, unde să se paradosească bogoslovia și tălmăcirea sfintelor scripturi. Călugărițele de la Mănăstirea Socola, în frunte cu stareța Elisabeta schimonahia, sora mitropolitului, au fost mutate la Mănăstirea Agapia (până atunci mănăstire de călugări), iar de acolo au fost aduși aici starețul Sofronie, împreună cu câțiva călugări.
După înființarea seminarului, toate veniturile mănăstirii au fost întrebuințate numai pentru buna funcționare a școlii. Hrisovul domnesc preciza în acest sens următoarele: "Și veniturile acestei mănăstiri Socola vor fi pentru trebuința școalei, fiind egumenul cu purtare de grijă spre deșteptarea dascălilor și spre îndemnarea ucenicilor, după povățuirea ce va avea de la ... părintele mitropolitul".
Acest seminar teologic a fost prima instituție de învățământ secundar din Moldova în care s-a predat în limba română (până atunci în școli se preda în limbile greacă, slavonă sau alte limbi liturgice) și una dintre primele școli formale din țară. În opinia istoricului american Keith Hitchins, "obiectivul primar" al mitropolitului Veniamin Costachi a fost "să crească nivelul de pregătire al clerului" ca parte a "planului de modernizare a educației moldovenești" și să reducă "influența limbii grecești și a profesorilor greci de la Academia Domnească din Iași."
În acea perioadă, Moldova, ca și Principatul dunărean al Valahiei (aflat la sud), experimenta o revitalizare a activității monahale. Socola a devenit un catalizator al reformelor educaționale în 1814, în timpul domnitorului Scarlat Callimachi și a sfetnicului său, Gheorghe Asachi. În 1820, ca parte a aceleiași tendințe, a sosit aici un grup de clerici ortodocși din Transilvania (care făcea parte pe atunci din Imperiul Habsburgic), unii dintre ei devenind profesori la această instituție. Această inițiativă de încurajare a imigrației a determinat creșterea calității predării. Instituția, cunoscută în limba latină ca Seminaria Veniamina, a dobândit prestigiu prin prezența unor profesori renumiți ca Melchisedec Ștefănescu, Neofit Scriban și Filaret Scriban). Ea a fost de asemenea alma mater a lui Ion Creangă (1837-1889), cunoscut mai târziu ca un scriitor important al literaturii române.
Școala a fost ocupată de către oștile rusești în timpul Războiului Ruso-Otoman din 1828–1829 și, câteva luni mai târziu, a ars în mod accidental. Clădirea a fost restaurată și, în aprilie 1859, armatele celor două Principate Române (Moldova și Țara Românească) au sărbătorit Unirea Moldovei cu Țara Românească la Mănăstirea Socola, împreună cu nou-alesul domnitor Alexandru Ioan Cuza. Cu acest prilej s-a săvârșit un Tedeum de laudă și mulțumire lui Dumnezeu că a ajutat să se înfăptuiască Unirea. Dorind să imortalizeze acest moment memorabil, Gheorghe Asachi a realizat o stampă în care a reprezentat colina și Biserica Socola. În prezent, stampa "Întâlnirea ostașilor moldoveni și munteni la Socola, lângă Iași, în aprilie 1859" se află la Academia Română.
În februarie 1855, din ochii icoanei împărătești a Maicii Domnului aflată pe catapeteasmă au început să curgă lacrimi, acest lucru repetându-se la două-trei sau patru zile. Guvernul Moldovei a rânduit o cercetare serioasă a acestui fenomen după care a publicat un comunicat în foaia politică Zimbrul (anul III, nr. 35) în care scria că toate celelalte icoane din biserică sunt uscate, iar picăturile ce curgeau din icoana sus-menționată erau picături de apă foarte asemănătoare cu lacrimile și curgeau numai din ochi.
În anul 1886, la cinci ani de la proclamarea Regatului României, ansamblul mănăstiresc a fost restructurat: Seminarul Veniamin a fost mutat în orașul Iași, în fosta reședință domnească a lui Mihail Sturdza, iar icoana făcătoare de minuni a Maicii Domnului a fost adusă în Catedrala Mitropolitană, unde se găsește până astăzi. Cu acest prilej s-a desființat și mănăstirea, după o existență de peste 300 de ani. În anul 1894, biserica fostei mănăstiri a devenit biserică parohială, primul paroh fiind preotul iconom Ștefan Dârțu.
În clădirile fostului seminar teologic s-a instalat în anul 1896 o școală de arte și meserii. Șase ani mai târziu, Socola a intrat în atenția medicului Alexandru Șuțu, care a dorit să introducă practica psihiatrică modernă în România, pe bazele modelului vest-european. El a propus construirea unui spital de psihiatrie în imediata apropiere a bisericii, proiect care a fost aprobat de Parlament. Cu toate acestea, din cauza alocării anevoioase a fondurilor, abia în 1905 s-a înființat aici „Azilul de alienați Socola”, sub conducerea doctorului Alexandru Brăescu.
După înființarea „Azilului de alienați”, a devenit necesară construirea de pavilioane pentru bolnavi și clădiri cu rol administrativ. Chiliile fostei mănăstiri erau vechi și improprii pentru a fi folosite, așa că au fost dărâmate și refăcute după trebuințele clinicii și ale spitalului. În prezent, nu se mai pot recunoaște nici măcar temeliile lor de piatră din secolul al XVI-lea. Biserica a rămas singura clădire păstrată, ea fiind înconjurată de paviliaonele moderne ale spitalului.
În perioada regimului comunist, Biserica Socola a funcționat ca parohie pentru enoriașii din cartier. Această situație s-a schimbat după Revoluția din decembrie 1989, când biserica a devenit locaș de rugăciune pentru bolnavii din Spitalul de psihiatrie.

### Restaurarea bisericii
În decursul timpului, Biserica Socola a suferit diverse intervenții arhitectonice. Cum lăcașul de cult suferise grave deteriorări îndeosebi la partea superioară a acoperișului și a turlelor, iar pereții erau fisurați, edificiul risca să se transforme într-o ruină. Între anii 1995-2004, cu binecuvântarea mitropolitului Daniel Ciobotea al Moldovei și Bucovinei și prin grija părintelui protosinghel Iustin Neagu, s-au efectuat lucrări de restaurare și consolidare a acestui monument istoric.
Aceste lucrări au făcut ca Biserica Socola să-și recapete forma arhitectonică în stil ștefanian (propriu epocii sale de construcție) din vremea ctitorului ei, domnitorul Alexandru Lăpușneanu. Iconostasul vechi a fost restaurat și donat Mănăstirii Miclăușeni.
Au fost efectuate următoarele lucrări principale de restaurare:
- decopertarea totală a tencuielilor de pe pereții interiori și exteriori;
- consolidarea corpului bisericii printr-o centură perimetrică de beton armat înglobând trei tiranți;
- placarea pereților exteriori cu piatră cioplită, sub cornișă fiind amplasate două rânduri de câte 88 de ocnițe cu icoane;
- demolarea celor două turle, grav avariate, și reconstruirea unei singure turle, conform stilului arhitectonic ștefanian adoptat inițial de ctitorul bisericii, domnitorul Alexandru Lăpușneanu;
- înlocuirea acoperișului vechi, degradat total, cu o învelitoare din tablă de cupru;
- înlocuirea vechii pardoseli, total degradate, cu parchet de stejar.
- realizarea unui sistem de încălzire centrală și înlocuirea instalației electrice;
- reconstituirea întregului mobilier interior și a catapetesmei, lucrate din stejar masiv;
- împodobirea cu pictură murală în tehnica frescă a pereților altarului.

De asemenea, s-a reamenajat și spațiul din jurul bisericii, care a fost extins pe aproximativ un hectar de teren. S-a construit un zid împrejmuitor din beton armat cu perimetrul de 150 m și înălțimea de 2,5 m, placat cu piatră de râu. S-a construit o cale de acces betonată de 150 m, pe sub o poartă cu acoperiș aflată pe latura de nord a curții. De asemenea, s-a ridicat și un turn-clopotniță cu boltă de intrare, având la subsol o pivniță etajată, o bibliotecă la primul etaj și o cameră a clopotelor la al doilea etaj. O altă cale de acces se află pe latura de est, unde s-a construit o poartă metalică.
În incinta împrejmuită s-au amenajat spații de parcare, o fântână și o grădină de legume, s-a construit o bucătărie de 8x4 m, iar pe restul suprafeței s-au plantat gazon, brazi și diferiți pomi fructiferi și decorativi. În anul 1997 s-a sfințit un monument al eroilor din al doilea război mondial.
După finalizarea lucrărilor de restaurare, Biserica „Schimbarea la Față” - Socola a fost resfințită la 18 aprilie 2010, de către mitropolitul Teofan Savu al Moldovei și Bucovinei și episcopul-vicar Calinic Botoșăneanul, înconjurați de un sobor de preoți.

## Arhitectura bisericii
În forma sa inițială, biserica Mănăstirii Socola a construită în întregime din piatră și se întindea doar pe lungimea actualului naos. Ea avea o singură turlă și ferestre mici, amplasate la înălțime. Edificiul urma îndeaproape sistemul arhitectonic din vremea lui Ștefan cel Mare.
La începutul secolului al XVII-lea, structura bisericii a fost îmbogățită cu două abside laterale și un pridvor deschis (în stilul celui de la Mănăstirea Dragomirna). În timpul mitropolitului Veniamin Costachi au fost aduse modificări esențiale: 
- pridvorul a fost extins, devenind pronaos; deasupra lui a fost construită din cărămidă o a două turlă, fără soclu și de formă octogonală, cu rol de clopotniță;
- s-a reconstruit turla de pe naos, care a fost adaptată ca dimensiuni celei de pe pronaos;
- ferestrele vechi au fost acoperite, fiind înlocuite cu alte zece ferestre, mai largi și amplasate în alte poziții.[23]

Influența arhitecturii rusești este reprezentată de forma de "bulb de ceapă" a turlelor, precum și de acoperișul fără streașină.
În prezent, biserica are următoarele dimensiuni: lungimea - 27 m, lățimea în zona pronaosului - 8 m, lățimea în zona absidelor laterale - 11 m, înălțimea până la cornișă - 9 m și grosimea zidurilor de 70–180 cm.
Spre deosebire de alte biserici ortodoxe românești, Socola nu a avut pictură murală, și a fost decorată cu câteva icoane și obișnuitul iconostas (ambele pictate de același pictor anonim în 1827). La începutul secolului al XX-lea s-au realizat câteva scene de picturi murale, dar s-a apreciat ulterior că nu prezintă valoare artistică sau liturgică.
Pictorul anonim care a realizat picturile iconostasului a realizat în anul 1827 și trei tablouri în ulei pe pânză, care au fost încadrate în rame de lemn și atârnate pe pereții pronaosului. Două dintre tablouri sunt identice ca mărime, iar al treilea este ceva mai mic. Pe unul dintre ele sunt reprezentați domnitorul Lăpușneanu și soția sa, Ruxandra; în partea de sus, deasupra coroanelor, sunt scrise cu litere chirilice cuvintele: "Alexandru V.V. Lăpușneanu" și "Ruxandra Doamna", iar în partea dreaptă jos: "Sau zugrăvit la leat 1827, iulie 19". În al doilea tablou este reprezentată Domnița Sultana, în calitate de ctitoră, ea oferind biserica Mântuitorului; în dreptul chipului său este scris cu litere chirilice: "Soltana Domnița", iar în partea stângă jos, sub biserică: "Sau zugrăvit la leat 1827, iulie 20". În al treilea tablou este pictat domnitorul Alexandru C. Moruzi, în timpul domniei căruia s-a înființat seminarul.
Mobilierul actual al bisericii este confecționat din lemn de stejar sculptat; o parte din mobilierul anterior (catapeteasma, strana domnească și o strană a Maicii Domnului) a fost donat Mănăstirii Miclăușeni.

## Obiecte de patrimoniu
În patrimoniul bisericii se află mai multe obiecte cu valoare de patrimoniu:
- o Evanghelie în limba slavonă, tipărită la Moscova în 1797
- o Evanghelie în limba română (cu litere chirilice), tipărită la Mănăstirea Neamț în 1821 și ferecat în aur și argint
- un Chivot, cu inscripția: "Acest chivot este a sfinției sale părintelui Inochentie ecleziarh 1808"
- un Epitaf lucrat în fir de mătase aurită, donat în 1834 de mitropolitul Veniamin Costachi
- o Cruce aurită, donată de arhimandritul Gherman Vida, profesor de limbi clasice la seminar între anii 1843-1851. Pe ea se află inscripția: "Arhimandritul Ghermano, la Mîn. Socola 1854, octomvrie 6".
- un Clopot de bronz donat în anul 1816, în timpul mitropolitului Veniamin Costachi
- o Pecete de metal, cu următoarea inscripție cu litere chirilice: "Peceate Sfintei Mănăstiri Socolii 7104 dec.", iar deasupra mânerului se află o altă inscripție: "S-au făcut în igumenia lui Kir Sofronie, Arhimandrit Mitropol(iei) 1806 sep. 30"
- Pomelnicul ctitorilor întocmit de preotul Ștefan Dârțu la începutul secolului al XX-lea

## Morminte în curtea bisericii
În jurul bisericii fostei mănăstiri Socola se află un cimitir unde au fost înmormântați monahi, foști profesori de seminar și eroi din cel de-al Doilea Război Mondial.
Printre pietrele de mormânt rezemate de zid se află și cele ale arhimandritului Isaia Giușcă-Socoleanu (+1841) și a arhimandritului Isaia Teodorescu (Popa Duhu) (1812-1877), fost profesor și director la seminar.
Aici se află și mormintele a 124 de eroi militari din al doilea război mondial, căzuți la datorie, la Stânca Roznovanu, chiar în momentul ruperii frontului, în primăvara anului 1945. În anul 1997, s-a construit în apropierea bisericii un monument al eroilor din al doilea război mondial. De o parte și de alta a monumentului se află două plăci mari de marmură, pe care sunt înscrise numele ostașilor eroi.

## Imagini

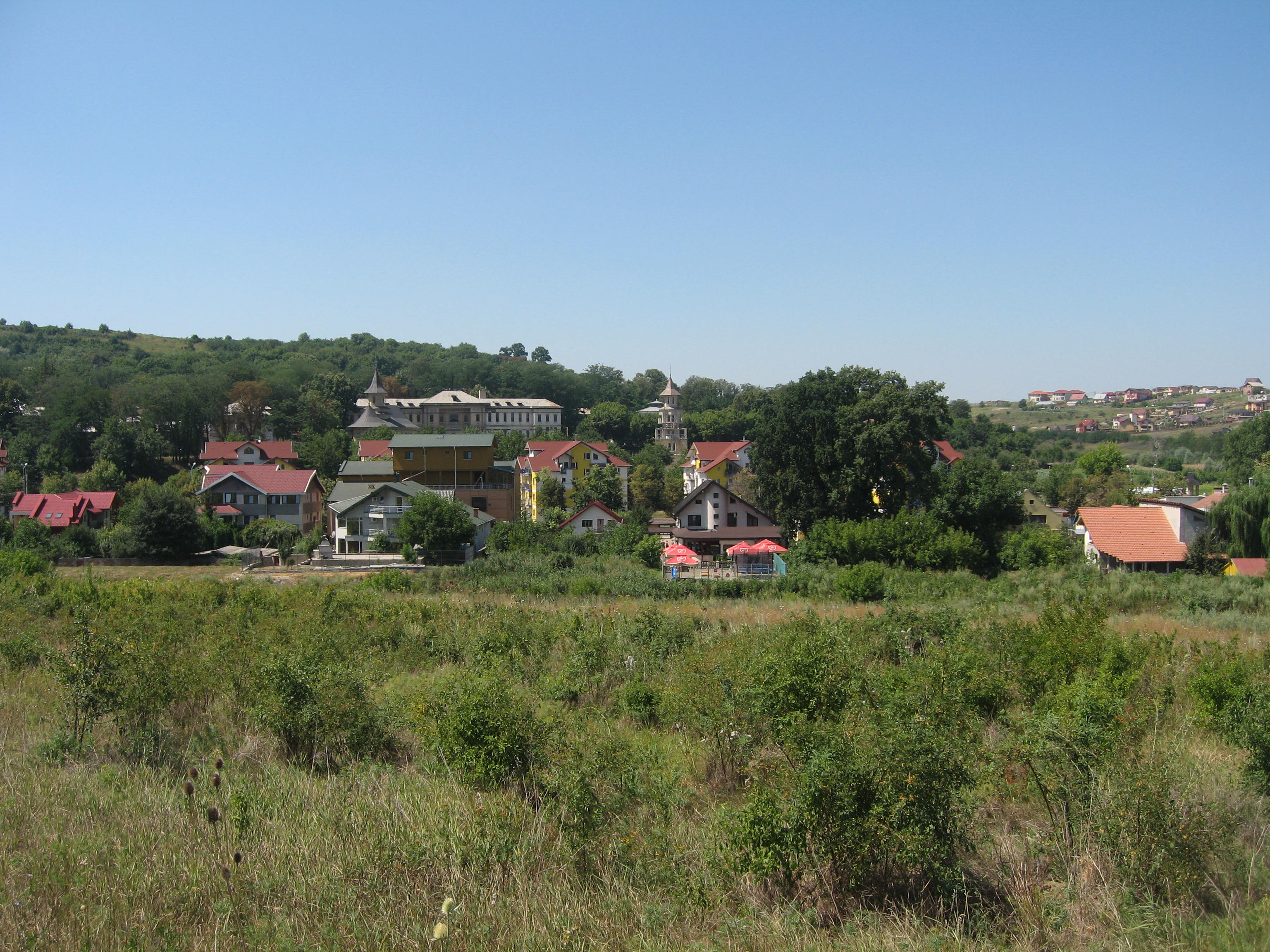
Biserica Socola văzută de pe dealul vecin
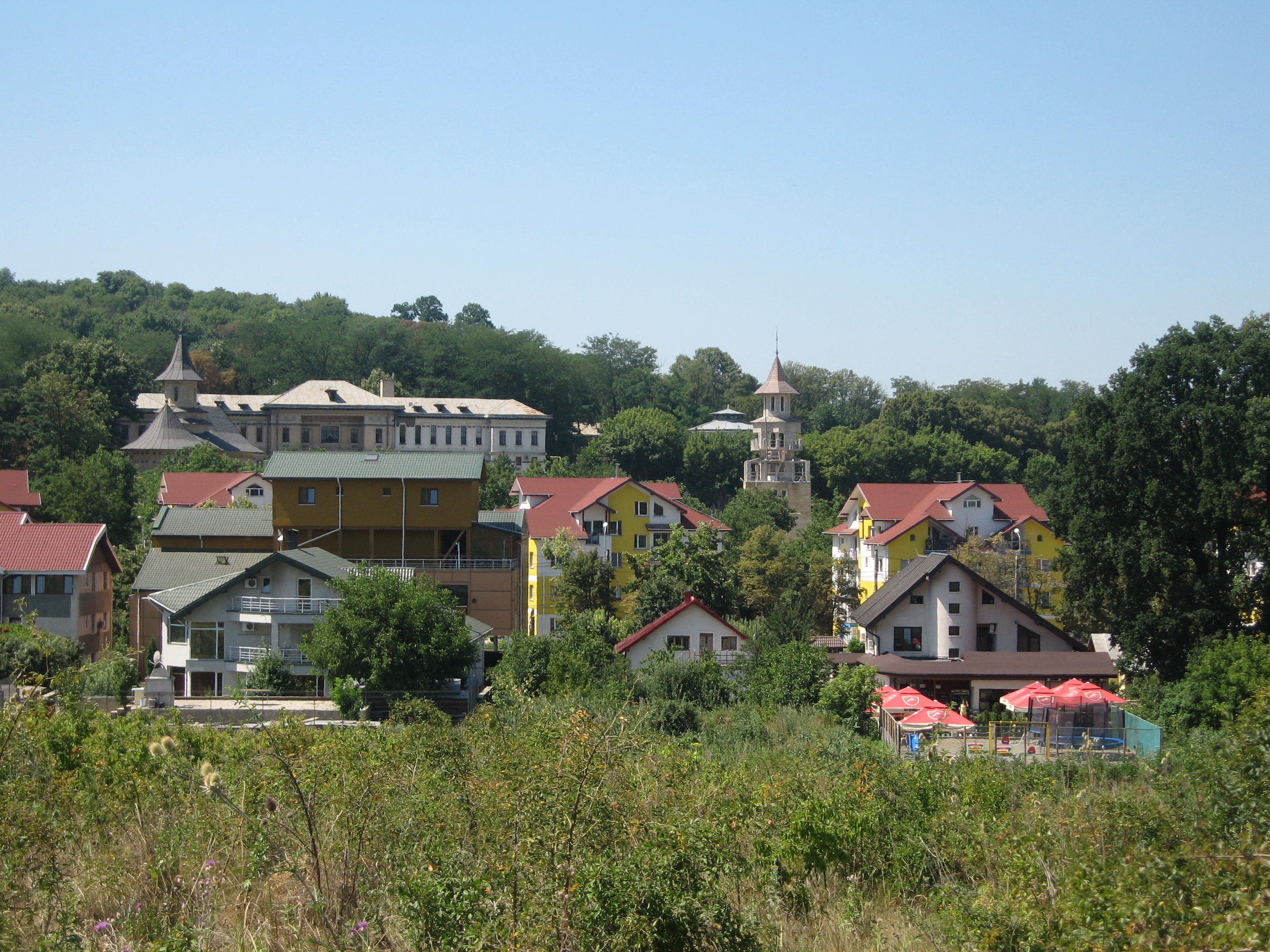
Biserica Socola văzută de pe dealul vecin
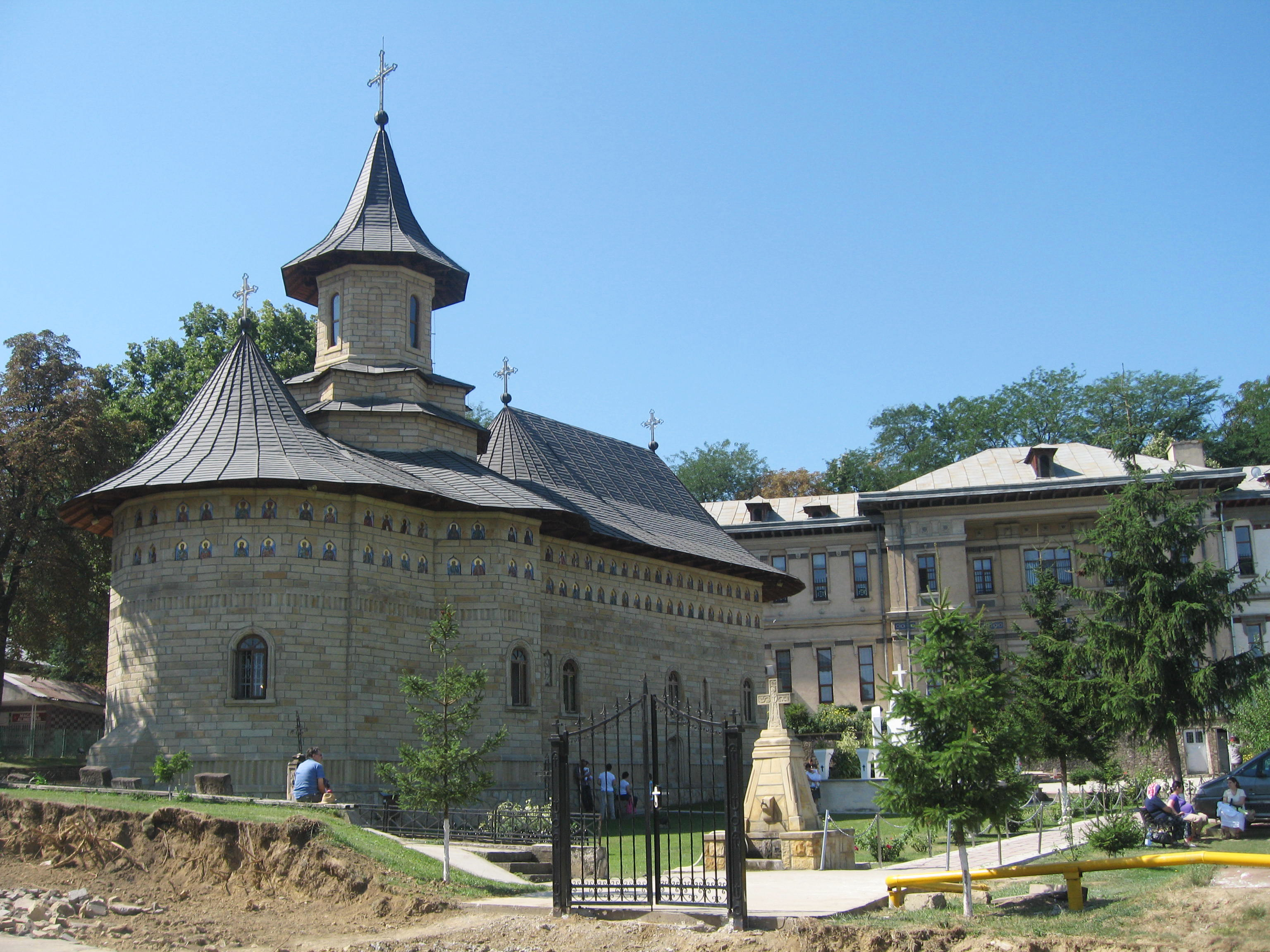
Biserica Socola văzută dinspre nord-est
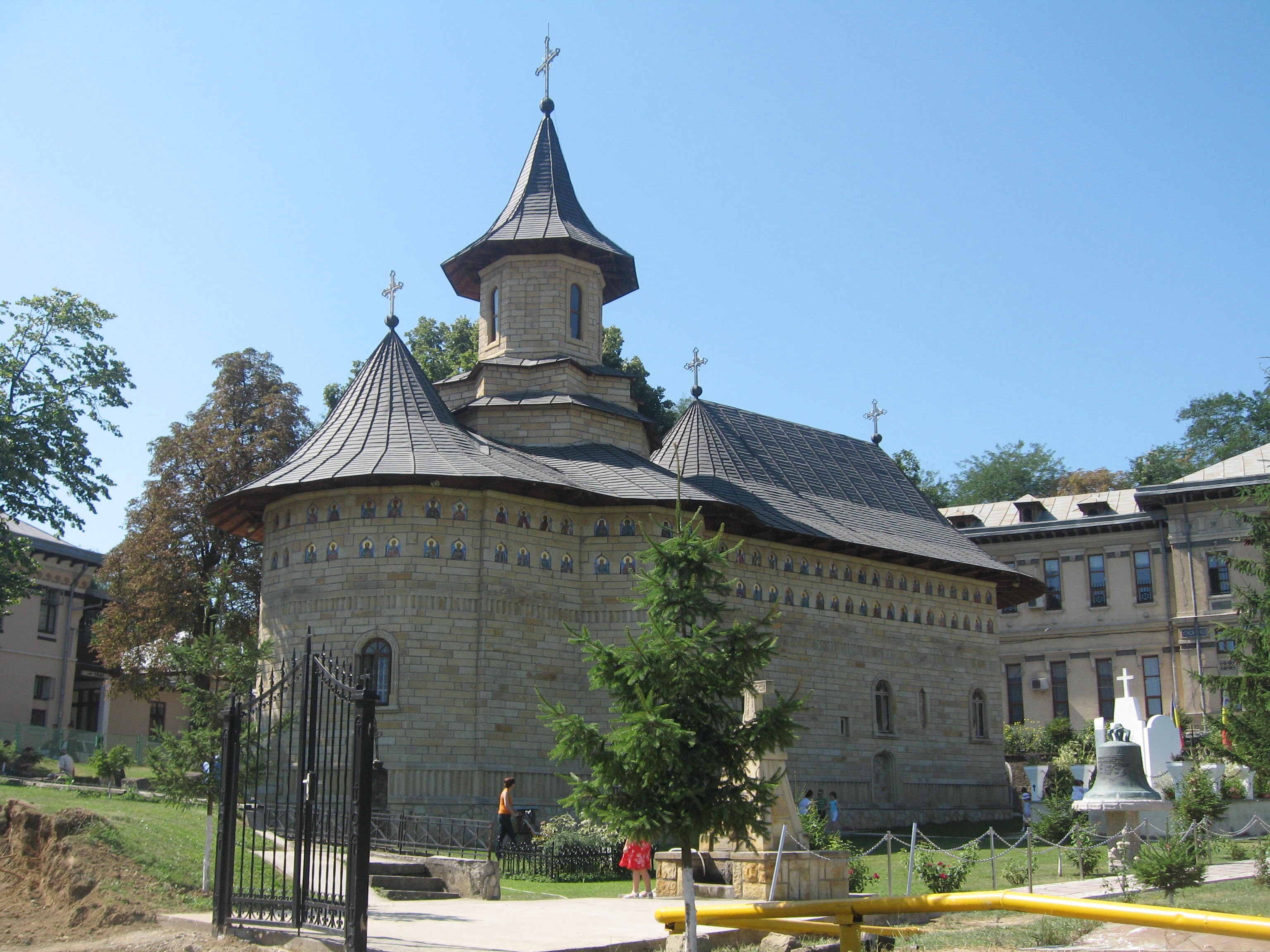
Biserica Socola văzută dinspre nord-est
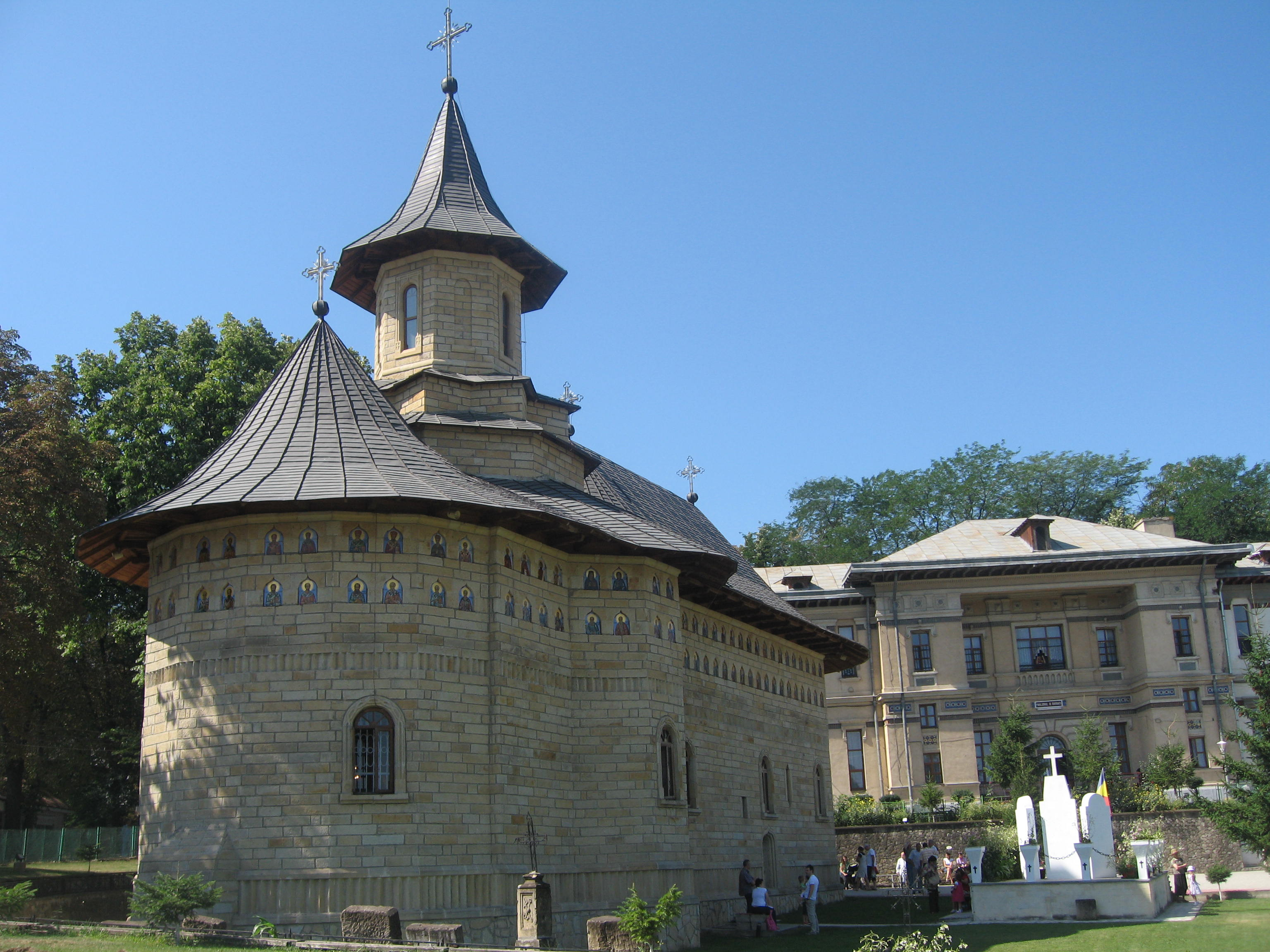
Absida altarului
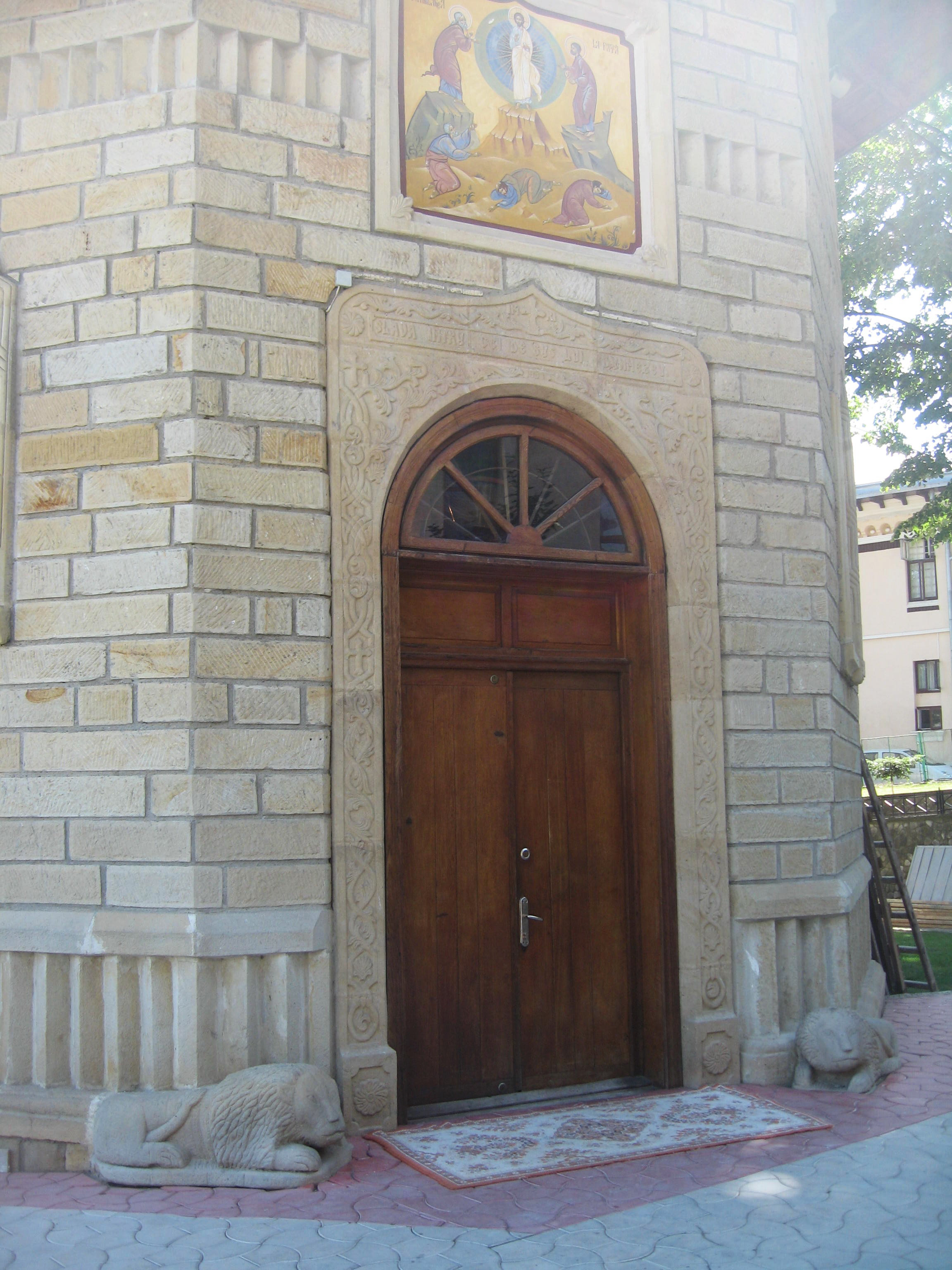
Intrarea în biserică
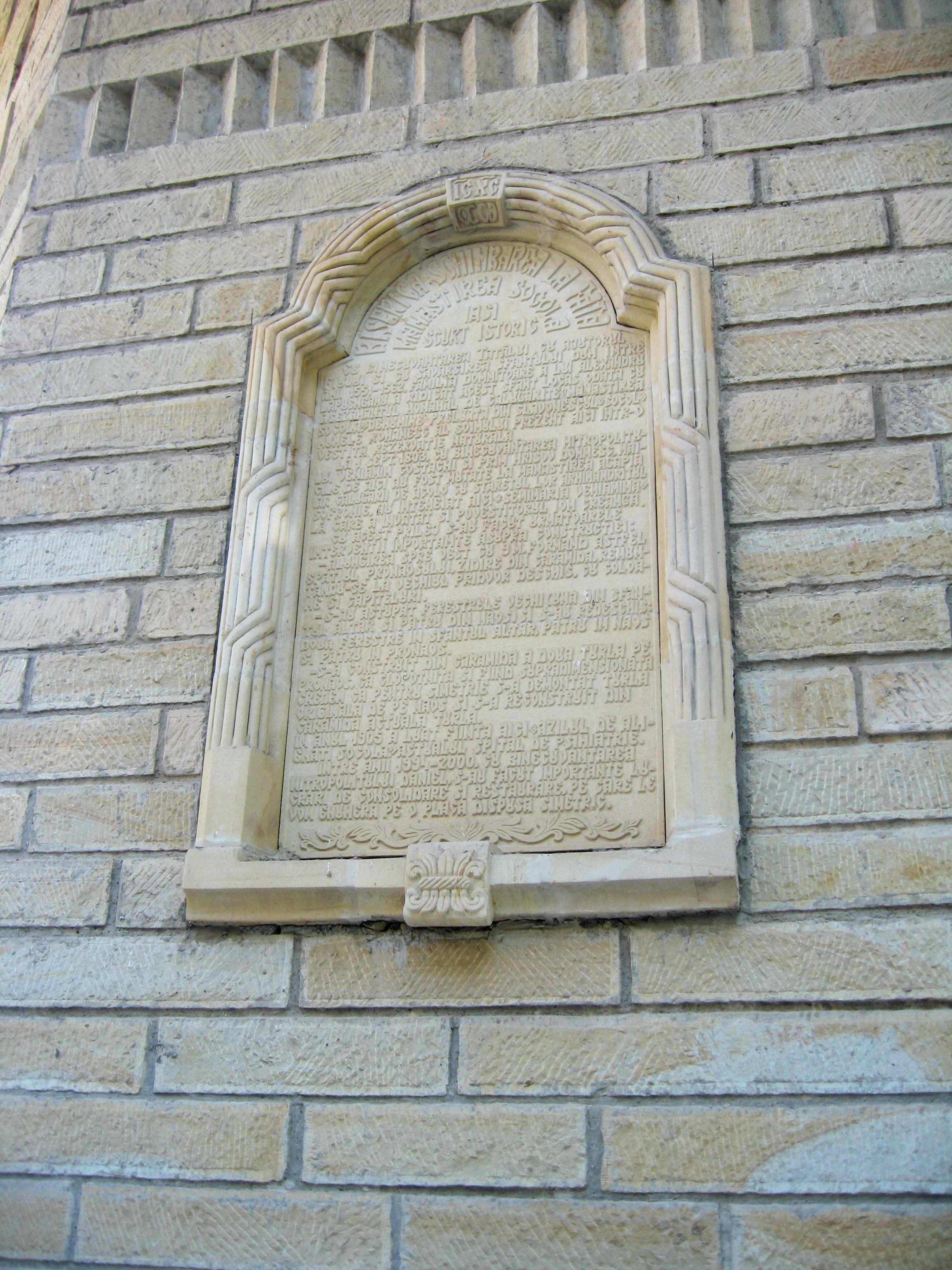
Pisania
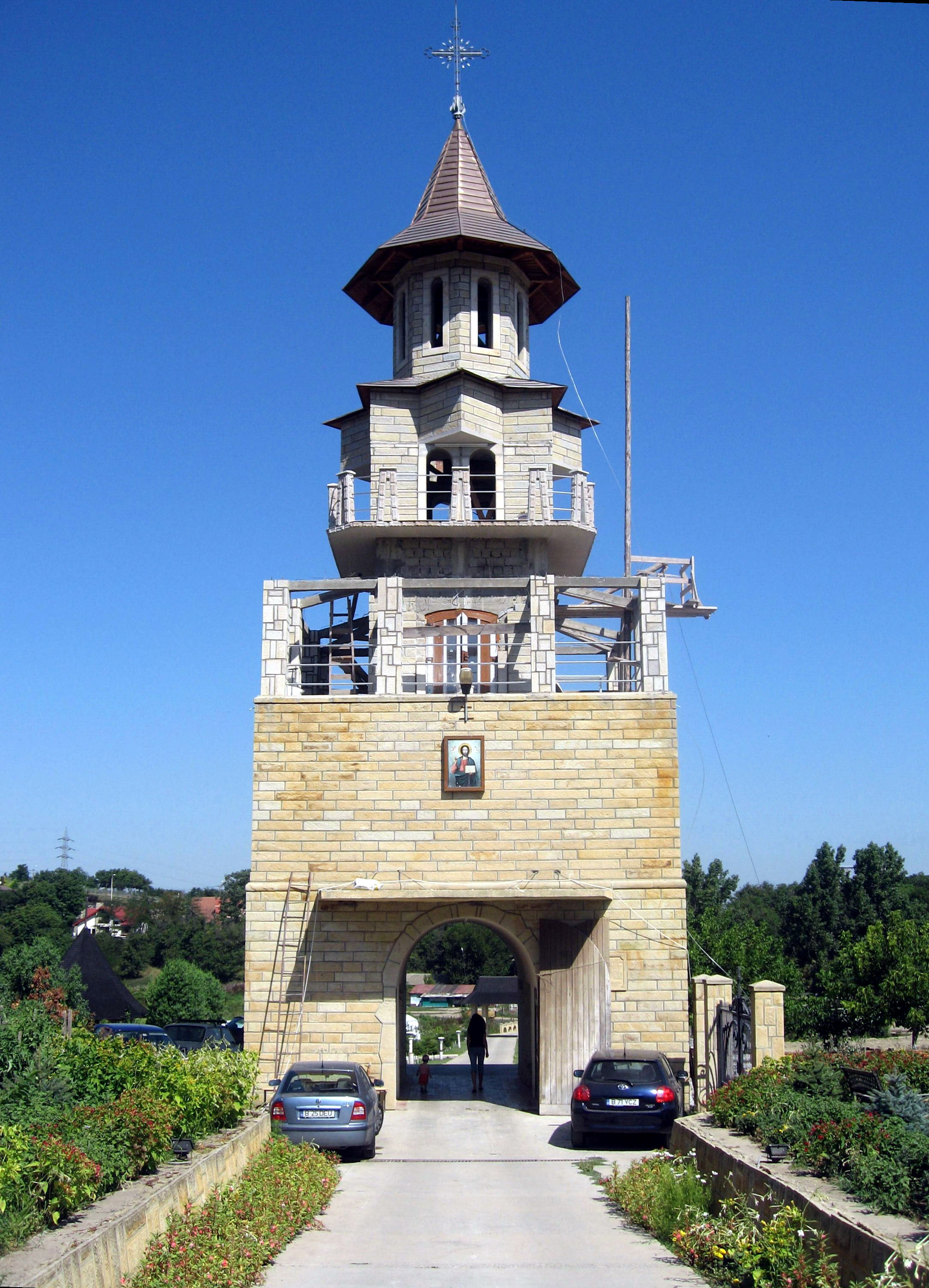
Turnul-clopotniţă
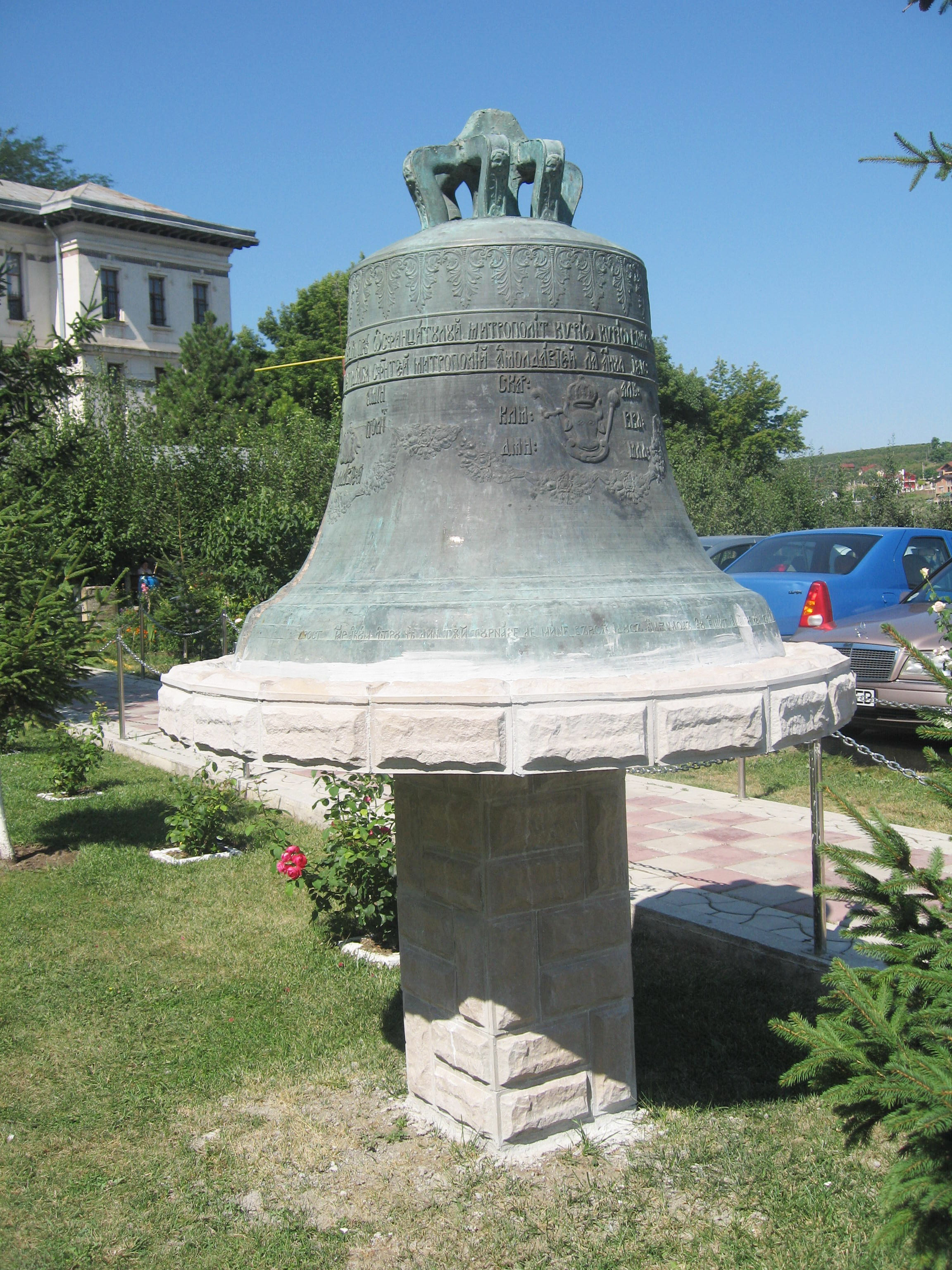
Clopot din 1816
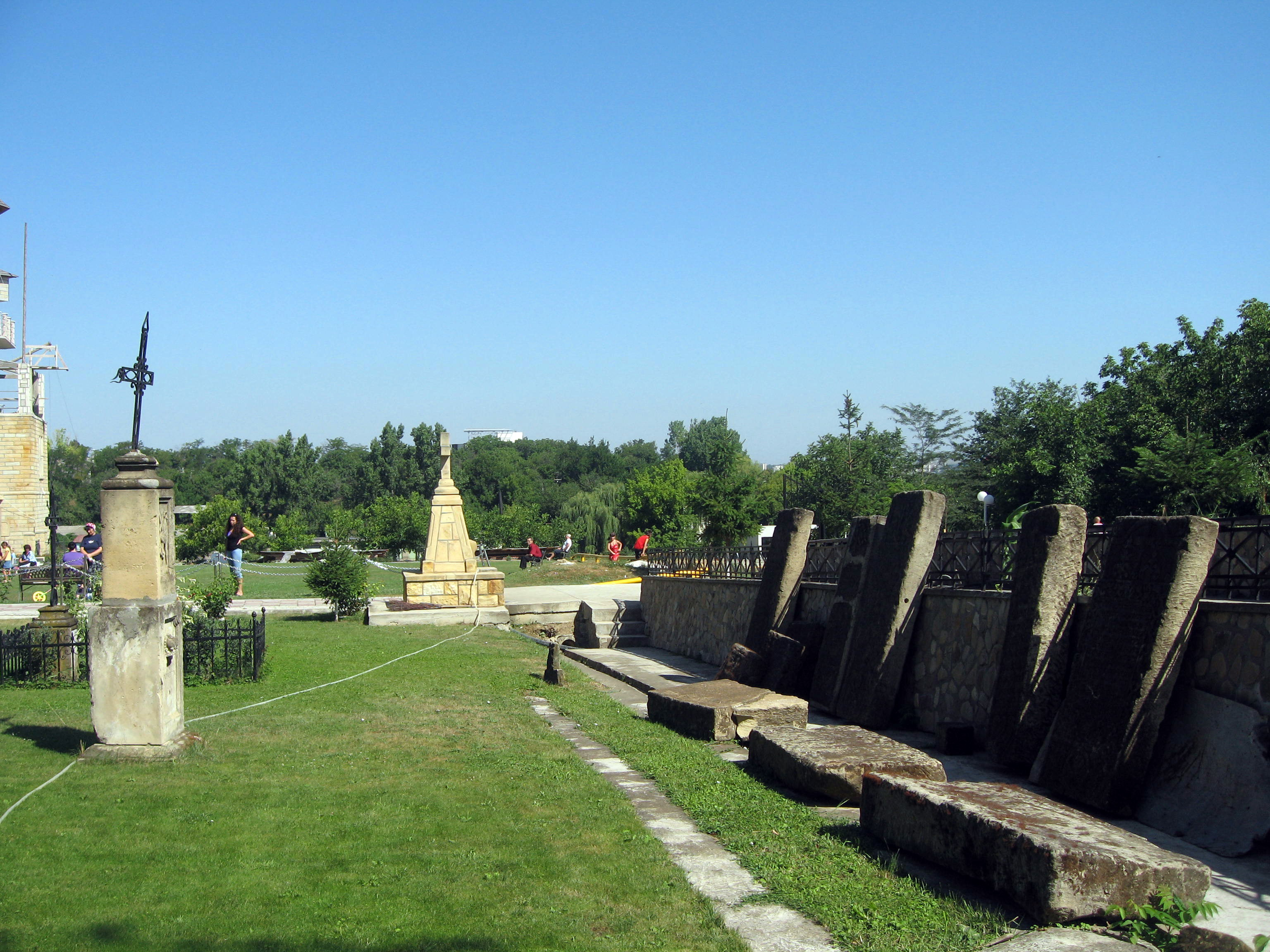
Pietre de mormânt
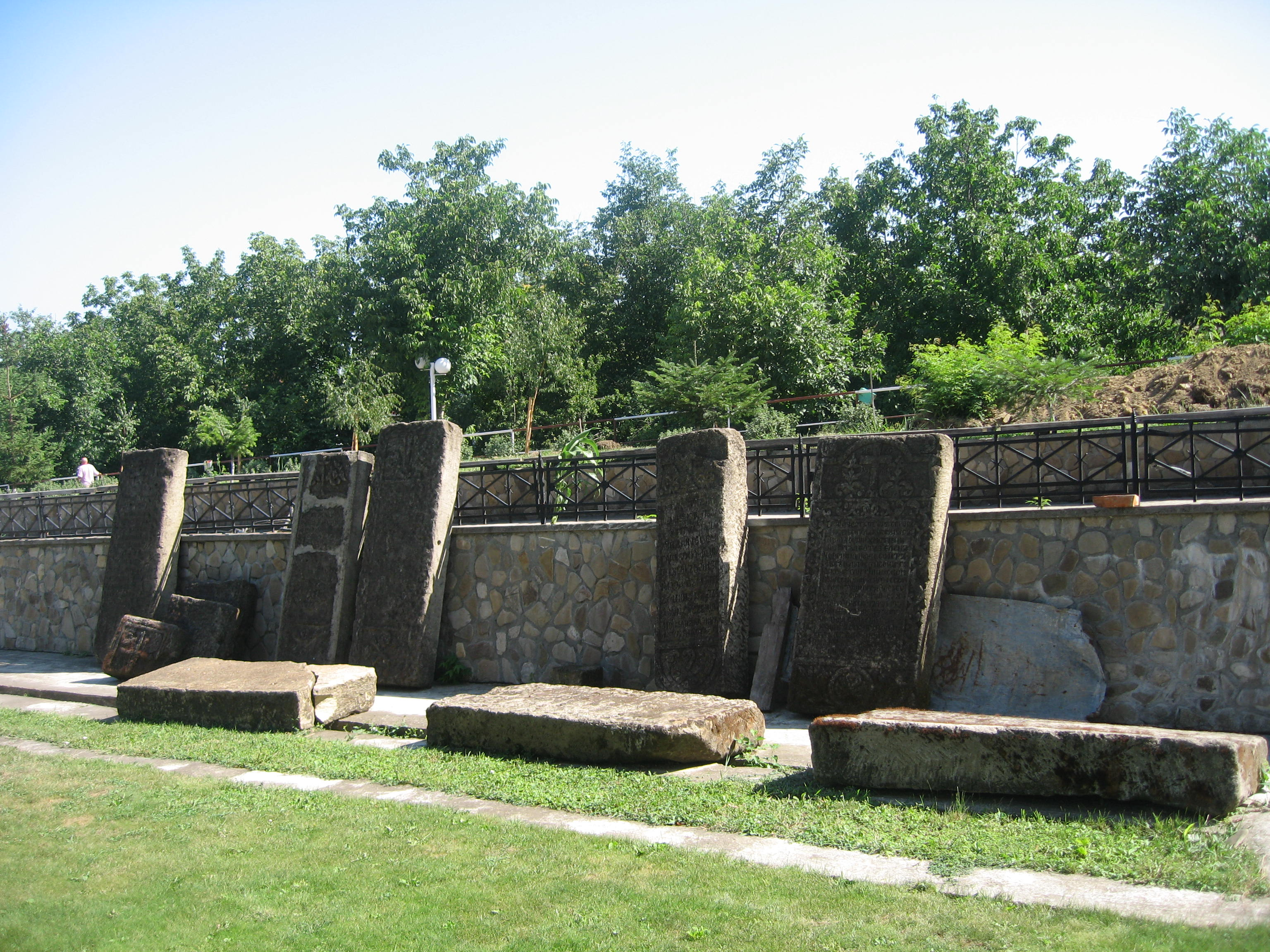
Pietre de mormânt rezemate de zid
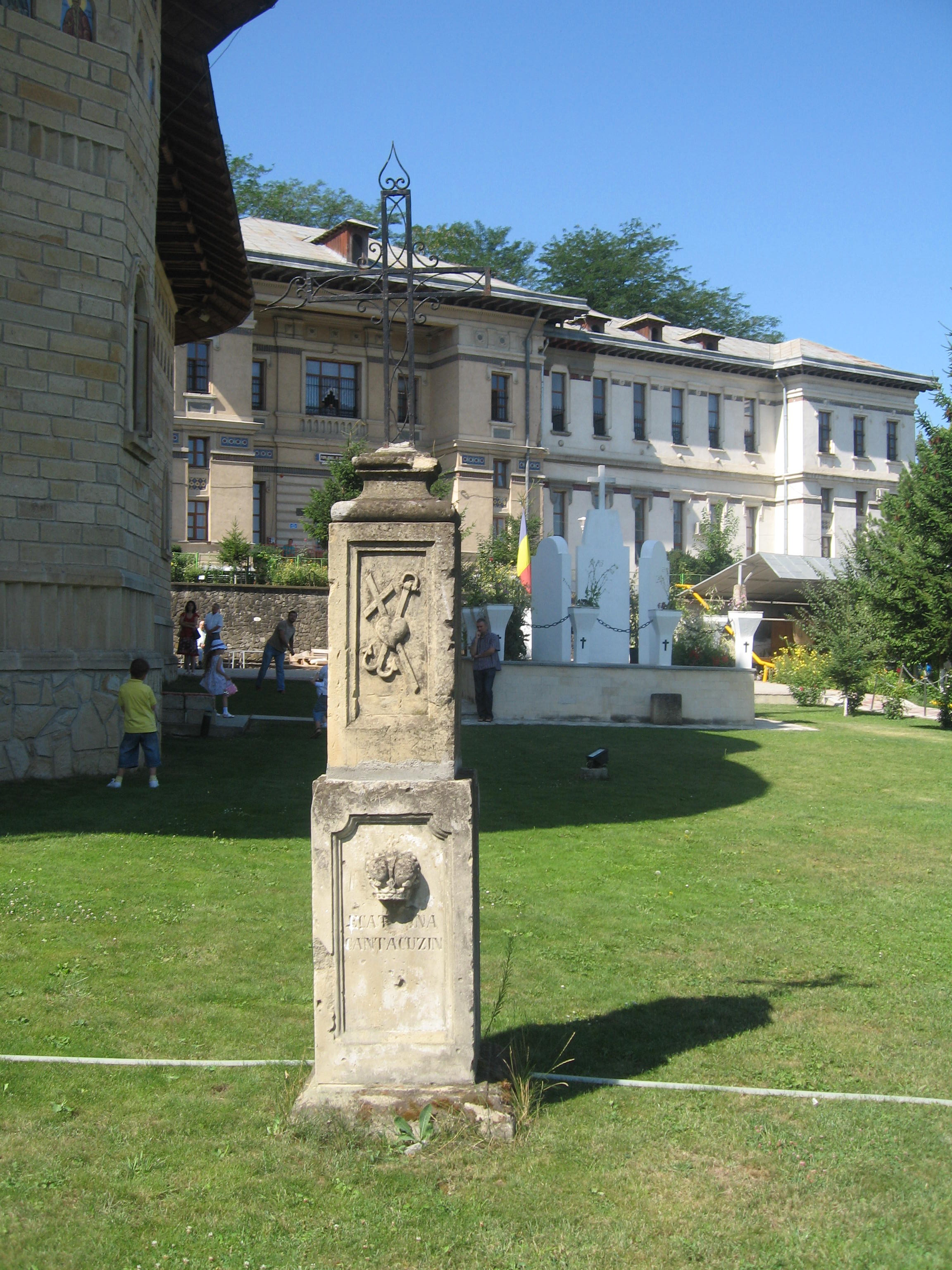
Monumentul funerar al Ecaterinei Cantacuzino